# Danmarks Demokratiske Kvindeforbund (forening)
 For alternative betydninger, se Danmarks Demokratiske Kvindeforbund. (Se også artikler, som begynder med Danmarks Demokratiske Kvindeforbund)
Danmarks Demokratiske Kvindeforbund (DDK) var en dansk kvindeorganisation som eksisterede 1948-1990 som den danske afdeling af Fédération Démocratique Internationales des Femmes (Kvindernes Demokratiske Verdensforbund).
DDK blev stiftet af bl.a. Agnete Olsen, Ellen Hørup, Valfrid Palmgren Munch-Petersen og Inger Merete Nordentoft. DDK arbejdede for fred og bekæmpelse af fascisme, kvinders ligeret, bedre forhold for børn, samt mod kvindeundertrykkelse i den tredje verden. Fra 1950 til 1989 udgav de bladet Vi Kvinder. DDK havde sin storhedstid i 1950'erne hvor organisation voksede kraftigt. DDK var officielt ikke partipolitisk men havde tætte forbindelser med Danmarks Kommunistiske Parti. De blev derfor ikke taget godt imod af andre kvindeorganisationer, specielt var Dansk Kvindesamfund kritisk.
DDK var medlemsorganisation i paraplyorganisationen Samarbejdskomiteen for Fred og Sikkerhed.
Andre fremtrædende medlemmer var Ditte Cederstrand,
Alvilda Larsen,
Anna Westergaard,
Dagmar Andreasen og
Elna Hiort-Lorenzen.

## Formænd (ufuldstændig liste)
- Agnete Olsen (1948-1952)[1]
- Ruth Hermann (1952-1965)[9]
- Ulla Ryum (1975-1978)[10]